# Kai Buchholz
Kai Buchholz (* 1966 in Berlin) ist ein deutscher Philosoph, Designtheoretiker, Autor und Hochschullehrer.

## Leben
Buchholz studierte Philosophie, Kunstgeschichte und Romanistik in Berlin, Rennes, Saarbrücken, Utrecht und Aix-en-Provence. 1991 erwarb er mit der Arbeit Jeux et jeux de langage ou les modèles de la sémantique pragmatique de Ludwig Wittgenstein an der Université Aix-Marseille I eine Maîtrise in Philosophie, 1993 betreute er die SR-Hörspiel-Reihe Philosophen im Sommer, in deren Zuge die O-Ton-Collage Das debile Dorf (SR/RB 1993) entstand. 1996 erfolgte als Kollegiat des Graduiertenkollegs Kognitionswissenschaft die Promotion an der Universität des Saarlandes mit der Dissertation Sprachspiel und Semantik. Für Es ist eine herrliche Sonne hier und ein schlechter Mensch – Ludwig Wittgenstein in Norwegen erhielt Buchholz 1999 den Frankfurter Hörspiel-Förderpreis. Sein Feature Feste des Lebens und der Kunst (SR 2001) erschien auch als Hörbuch.
Von 1995 bis 1999 war Buchholz wissenschaftlicher Mitarbeiter an der Universität des Saarlandes, danach bis 2005 am Institut Mathildenhöhe Darmstadt, wo er Ausstellungsprojekte zur Lebensreformbewegung zum deutschen Design und zu André Masson betreute. Daneben lehrte und forschte er in Bergen, Nancy und Paris. Zwischen 2006 und 2009 war er als wissenschaftlicher Mitarbeiter und Vertretungsprofessor am Fachbereich Gestaltung der Hochschule Darmstadt tätig, danach ein Jahr als Professor für Kunst- und Designwissenschaft an der Hochschule Niederrhein. Nach einer Professur für Designtheorie an der Hochschule Anhalt wechselte er 2012 als Professor für Geschichte und Theorie der Gestaltung an die Hochschule Darmstadt; von 2016 bis 2022 war er dort Dekan des Fachbereichs Gestaltung. Neben zahlreichen Aufsätzen publizierte Buchholz als Autor und als Herausgeber Monografien und Sammelbände zu Designtheorie und -geschichte, Sprachphilosophie und Ästhetik.

## Hörspiele
Autor:
- 1993: Das debile Dorf – Regie: Christiane Ohaus (Original-Hörspiel – SR/RB)
- 1999: Es ist eine herrliche Sonne hier und ein schlechter Mensch. Ludwig Wittgenstein in Norwegen – Regie: Heinz von Cramer (Original-Hörspiel – SR/Deutschlandradio)
  - Auszeichnung: Frankfurter Hörspiel-Förderpreis (verliehen in Frankfurt/M. am 14. Mai 2000)
- 2005: Homo Acusticus. Streifzüge eines Geräusch-Fetischisten – Regie: Daniela Kletzke (Original-Hörspiel – SR)

Sprecher:
- 1994: Bruno Beusch, Tina Cassani: Der spielende Umgang des High-Scorers Fister mit seiner Zeit. Fiktive Telefon-Anrufe zum Hörspiel (Erstsendung: 7. November 1993) (Matti Bolick) – Regie: Bruno Beusch, Tina Cassani (Originalhörspiel – SR)
- 1995: Bruno Beusch, Tina Cassani: Friends Trophy. Live-Sendung im Rahmen des 1. Mono-Day der Radiogeschichte (Statement) – Regie: Bruno Beusch, Tina Cassani (Originalhörspiel – SR/RB)

## Buchveröffentlichungen

### Als Herausgeber
- mit  Shahid Rahman, Ingrid Weber: Wege zur Vernunft, Frankfurt, New York 1998
- William Shakespeare: Hamlet, München 2000
- mit Rita Latocha, Hilke Peckmann, Klaus Wolbert: Die Lebensreform, 2 Bände, Darmstadt 2001
- mit Klaus Wolbert: André Masson, Darmstadt 2003
- mit Klaus Wolbert: Centenarium, Darmstadt 2003
- A. Freiherr von Knigge: Über den Umgang mit Menschen, München 2004
- mit Klaus Wolbert: Im Designerpark, Darmstadt 2004
- Liebe. Ein philosophisches Lesebuch, München 2007
- Sex. Ein philosophisches Lesebuch, München 2008
- Friedrich Waismann: Was ist logische Analyse?, Hamburg 2008
- Good Bad Taste. Ein Versuch über guten und schlechten Geschmack, Darmstadt 2015
- mit Elisabeth Mollenhauer-Klüber, Justus Theinert: Herausforderung ästhetische Bildung, Bielefeld 2017
- mit Elisabeth Mollenhauer-Klüber: Landschaftskultur und Kulturlandschaft, Bielefeld 2018
- mit Philipp Oswalt: 100 Jahre Moderne in Hessen. Von der Reichsgründung bis zur Ölkrise. Ein Architekturführer, Berlin 2019

### Als Autor
- Sprachspiel und Semantik, München 1998
- Ludwig Wittgenstein, Frankfurt, New York 2006
- Im Rhythmus des Lebens. Jugendstil und Bühnenkunst, Stuttgart 2007
- Plexiglas. Werkstoff in Architektur und Design/Material in Architecture and Design, Köln 2007
- mit J. Theinert: Designlehren. Wege deutscher Gestaltungsausbildung, 2 Bände, Stuttgart 2007
- Kommunikation und Semiotik, Darmstadt 2009
- mit J. Theinert: Gestalt und Hinterhalt. Das Bauhaus im Spiegel der Mathildenhöhe, Stuttgart 2020
- Der Amerikanische Traum: Eine kritische Bilanz, Darmstadt 2020[2]